# Csuhay József
Csuhay József (Eger, 1957. július 12. –) magyar labdarúgó.

## Pályafutása

### Klubcsapatban
Már tizenegy évesen az Egri Sportiskola sportolója volt. Innen került az Egri Dózsához. Egy év sorkatonai szolgálat után (Honvéd Bem József SE) az Eger SE labdarúgója lett. Itt figyeltek fel rá a fehérváriak és 1980-ban leigazolták.
Az 1983–1984 idényben a Videotonnal harmadik lett a bajnokságban és így a következő szezonban az UEFA kupában indult a csapattal, ahol egészen a döntőig meneteltek és másodikak lettek a Real Madriddal szemben.
Csuhay a 12 mérkőzésből a 11 szerepelt. Két sárgalap miatt az itthoni Manchester United elleni meccset hagyta ki. Az elődöntőben a szarajevói Željezničar ellen a 88. percben szerezte a továbbjutást jelentő gólt.
| „               | Minden dühöm, reményem benne volt a lövésben. Aztán már csak arra emlékeztem, rajtam csüng mindenki. A tanulság? Soha nem szabad feladni. | ” |
| – Csuhay József | |   |

1986-ban a mexikói világbajnokság után a Honvédhoz igazolt. Egy évre rá követte őt
Disztl Péter és Disztl László is. Itt kétszeres bajnok és egyszer MNK győztes lett. 1990-ben hagyta abba az aktív sportot.

### A válogatottban
A magyar válogatottban 1983 és 1988 között 11 alkalommal szerepelt. Tagja volt az 1982-es spanyolországi és 1986-os mexikói világbajnokságon részt vevő csapatnak. 1984-ben kétszeres olimpiai válogatott.

## Sikerei, díjai
- Magyar bajnok (1987–1988, 1988–1989)
- Magyar Népköztársasági Kupa-győztes (1989)
- UEFA kupa 2.: (1984–1985).

## Statisztika

### Mérkőzései a válogatottban
| Magyarország | Magyarország         | Magyarország                     | Magyarország  | Magyarország | Magyarország | Magyarország       | Magyarország | Magyarország |
| #            | Dátum                | Helyszín                         | Hazai         | Eredmény     | Vendég       | Kiírás             | Gólok        | Esemény      |
| ------------ | -------------------- | -------------------------------- | ------------- | ------------ | ------------ | ------------------ | ------------ | ------------ |
| 1.           | 1983. október 26.    | Budapest, Népstadion             | Magyarország  | 1 – 0        | Dánia        | Eb-selejtező       | -            |              |
| 2.           | 1983. december 3.    | Szaloniki, Kaftanzoglu-stadion   | Görögország   | 2 – 2        | Magyarország | Eb-selejtező       | -            |              |
| 3.           | 1984. január 18.     | Cádiz, Ramón de Carranza Stadion | Spanyolország | 0 – 1        | Magyarország | barátságos         | -            |              |
| 4.           | 1984. március 31.    | Szabadka, Szpartak Stadion       | Jugoszlávia   | 2 – 1        | Magyarország | barátságos         | -            |              |
|              | 1984. április 11.    | Budapest, Megyeri úti stadion    | Magyarország  | 1 – 1        | Bulgária     | olimpiai selejtező | -            |              |
|              | 1984. április 25.    | Moszkva, Luzsnyiki Stadion       | Szovjetunió   | 0 – 1        | Magyarország | olimpiai selejtező | -            |              |
| 5.           | 1984. május 23.      | Székesfehérvár, Sóstói Stadion   | Magyarország  | 0 – 0        | Norvégia     | barátságos         | -            |              |
| 6.           | 1984. augusztus 22.  | Budapest, Népstadion             | Magyarország  | 3 – 0        | Svájc        | barátságos         | -            |              |
| 7.           | 1984. augusztus 25.  | Budapest, Népstadion             | Magyarország  | 0 – 2        | Mexikó       | barátságos         | -            |              |
| 8.           | 1984. szeptember 26. | Budapest, Népstadion             | Magyarország  | 3 – 1        | Ausztria     | vb-selejtező       | -            | 46'          |
| 9.           | 1986. március 16.    | Budapest, Népstadion             | Magyarország  | 3 – 0        | Brazília     | barátságos         | -            | 62'          |
| 10.          | 1987. szeptember 9.  | Glasgow, Hampden Park            | Skócia        | 2 – 0        | Magyarország | barátságos         | -            |              |
| 11.          | 1988. december 11.   | Ta’ Qali                         | Málta         | 2 – 2        | Magyarország | vb-selejtező       | -            |              |
|              | Összesen             |                                  |               | 11           | mérkőzés     |                    | 0            | gól          |